# سوسة أزهار توت الأرض
سوسة أزهار توت الأرض (الاسم العلمي: Anthonomus rubi)، حشرة من غمديات الأجنحة وفصيلة السوسيات الحقيقية. وهي تتغذى على النباتات من فصيلة الوردية وآفة خطيرة تصيب الفراولة وعليق. هذه الحشرة تُعتبر آفة مُعضلة بنسبة للفراولة في أوروبا، وفي بعض الحالات تكون مسؤولة عن فقدان ما يصل إلى 80 ٪ من محصول التوت.